# Rosier Bourbon
Pour les articles homonymes, voir Bourbon.
Hybride
Parent  A  de l'hybridation 
  Rosa chinensis 
×

Parent B de l'hybridation 
  Rosa ×damascena 
Classification phylogénétique
Les rosiers Bourbon, ou Rosa ×borboniana, sont des hybrides qui appartiennent au groupe des Roses anciennes.

## Origines
Le nom de rosier Bourbon vient de celui de l'« île Bourbon », ancien nom de l'île de La Réunion, où des colons français avaient planté pour clôturer leurs champs et jardins des rosiers, surtout Rosa ×damascena 'Semperflorens' et Rosa ×chinensis 'Parson's Pink China' ou 'Old Blush', ce qui permit des croisements spontanés, et l'apparition d'un rosier hybride appelé localement le rosier 'Édouard'. En 1817, le botaniste Nicolas Bréon envoya des graines, en France, au chef jardinier du duc d'Orléans, Louis-Philippe II d'Orléans (le futur roi Louis-Philippe), Jacques, qui les sema et baptisa « rosiers de l'île Bourbon » ces nouveaux rosiers.

## Description

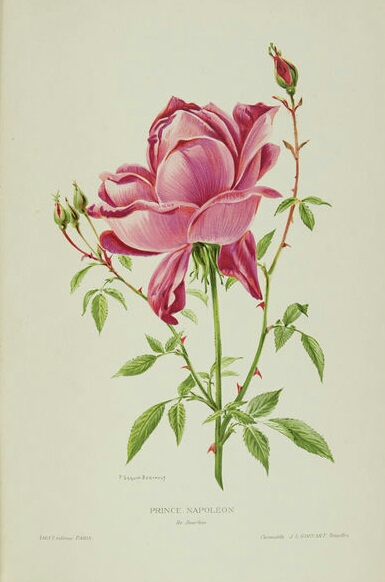
Rose 'Prince Napoléon' (Pernet, 1864)

Les rosiers Bourbon ressemblent aux rosiers Portland, mais ils sont issus de croisements entre Rosa x damascena semperflorens et Rosa chinensis 'Old Blush' (les rosiers de Portland seraient issus de croisements entre Rosa x damascena semperflorens et Rosa gallica officinalis et les rosiers de Noisette de Rosa x damascena semperflorens et Rosa moschata). Les rosiers Bourbon ont de grandes fleurs très pleines, demi-doubles ou doubles, sphériques, en coupe ou aplatis. Ils fleurissent à partir de juin et atteignent une hauteur de 1,50 mètre environ.
Les feuilles et les jeunes pousses présentent quelques similitudes avec les hybrides de thé apparus plus tard.
Les rosiers Bourbon sont de deux types, ceux chez qui prédomine Rosa chinensis comme 'Émile Courtier', 'Louise Odier' ou 'Reine Victoria', et ceux qui tiennent plus de Rosa damascena comme 'Souvenir de la Malmaison'.

## Quelques cultivars célèbres[3]
- Rosa ×bourbonia (Rosa ×damascena 'Semperflorens' × 'Old Blush') aux fleurs rose carmin foncé.
- 'Adrienne de Cardoville' (Guillot père, 1864), rose tendre.
- 'Amédée de Langlois' (Vigneron, 1872), rose soutenu.
- 'Baron Gonella' (Guillot père, 1859), rose lilas aux revers argentés.
- 'Boule de Neige' (Lacharme, 1867) blanc, très parfumé.
- 'Bourbon Queen' obtenu par Mauguet en 1834, aux fleurs semi-doubles, roses, parfumées, très abondantes en juin.

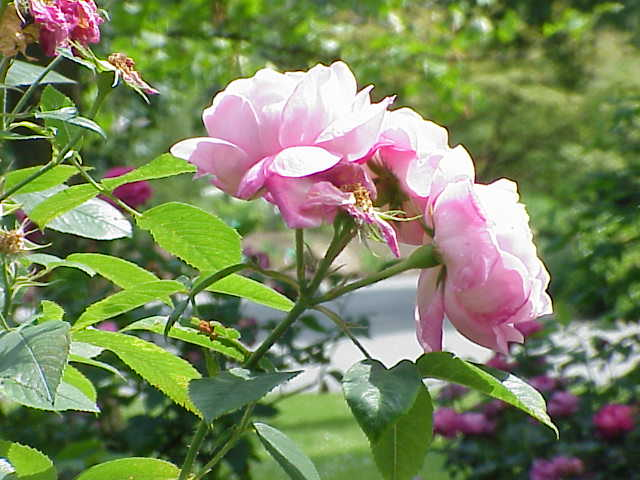
'Coupe d'Hébé', Laffay 1840.

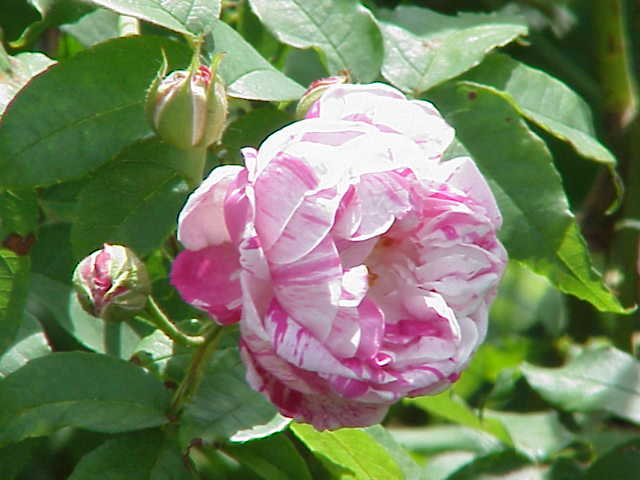
'Honorine de Brabant'.

- 'Commandant Beaurepaire' ou 'Panachée d'Angers' obtenu par Moreau-Robert en 1874/1879, buisson aux fleurs en coupe, parfumées, panachées de rose, rouge et pourpre.
- 'Coupe d'Hébé' (Laffay, 1840), fleurs roses en forme de coupe.
- 'Honorine de Brabant' lui aussi à fleurs striées, de juillet à octobre
- 'Louise Odier' (Margottin, 1851) rose clair, très parfumé, à floraison de juin à septembre.
- 'Madame d'Enfert' (1904) rose, parfumé.
- 'Madame Ernest Calvat' (1888) rose, parfumé, sport de 'Madame Isaac Pereire'.
- 'Madame Isaac Pereire' (Garçon/Margottin, 1881) carmin vif, peut-être le rosier le plus parfumé, remontant. Il a donné naissance à 'Philémon Cochet' (Cochet, 1891).
- 'Madame Lauriol de Barny' (Trouillard, 1868) rose soutenu.
- 'Madame Pierre Oger' (Oger, 1878) rose lilas sport de 'Reine Victoria'.
- 'Reine Victoria' (J. Schwartz, 1872) rose, légèrement parfumé.
- 'Souvenir de la Malmaison' (Béluze, 1843), ('Mme Deprez' x un rosier thé rose) aux fleurs grandes, très doubles, rose pâle passant à l'ivoire puis au blanc, très parfumé, très remontant, Rose favorite du monde. En 1893, apparition d'un sport grimpant 'Climb. Souvenir de la Malmaison'.
- 'Variegata di Bologna' (1909, Lodi & Bonfiglioli), fameux pour ses roses globuleuses panachées de magenta, de cramoisi et de blanc rosé.

autres grimpants:
- 'Zéphirine Drouhin' (Bizot, 1868) rose lilas, sans épines.
- 'Blairi no 1' et 'Blairi no 2' obtenus par Blair en 1845, aux grandes fleurs doubles roses.
- 'Katleen Harrop', sport de 'Zéphirine Drouhin', inerme comme lui, à floraison continue de fleurs semi-doubles rose nacré.
- 'Martha' autre sport de 'Zéphirine Drouhin' inerme et à floraison continue de fleurs rose plus pâle à cœur crème.
- 'Mistress Paul' (George Paul, 1891), aux fleurs rose pâle.

## Galerie

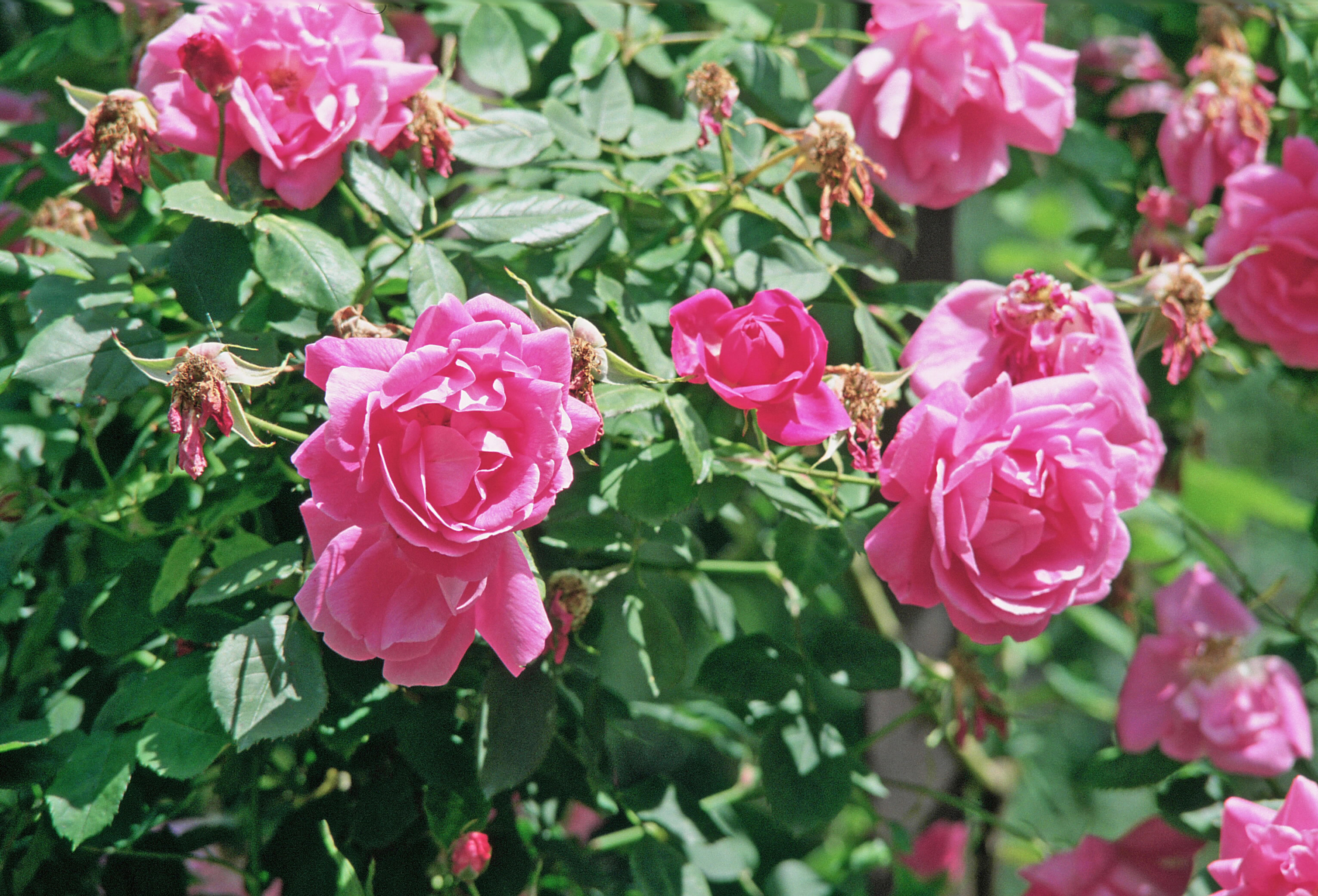
'Adam Messerich' (1920)
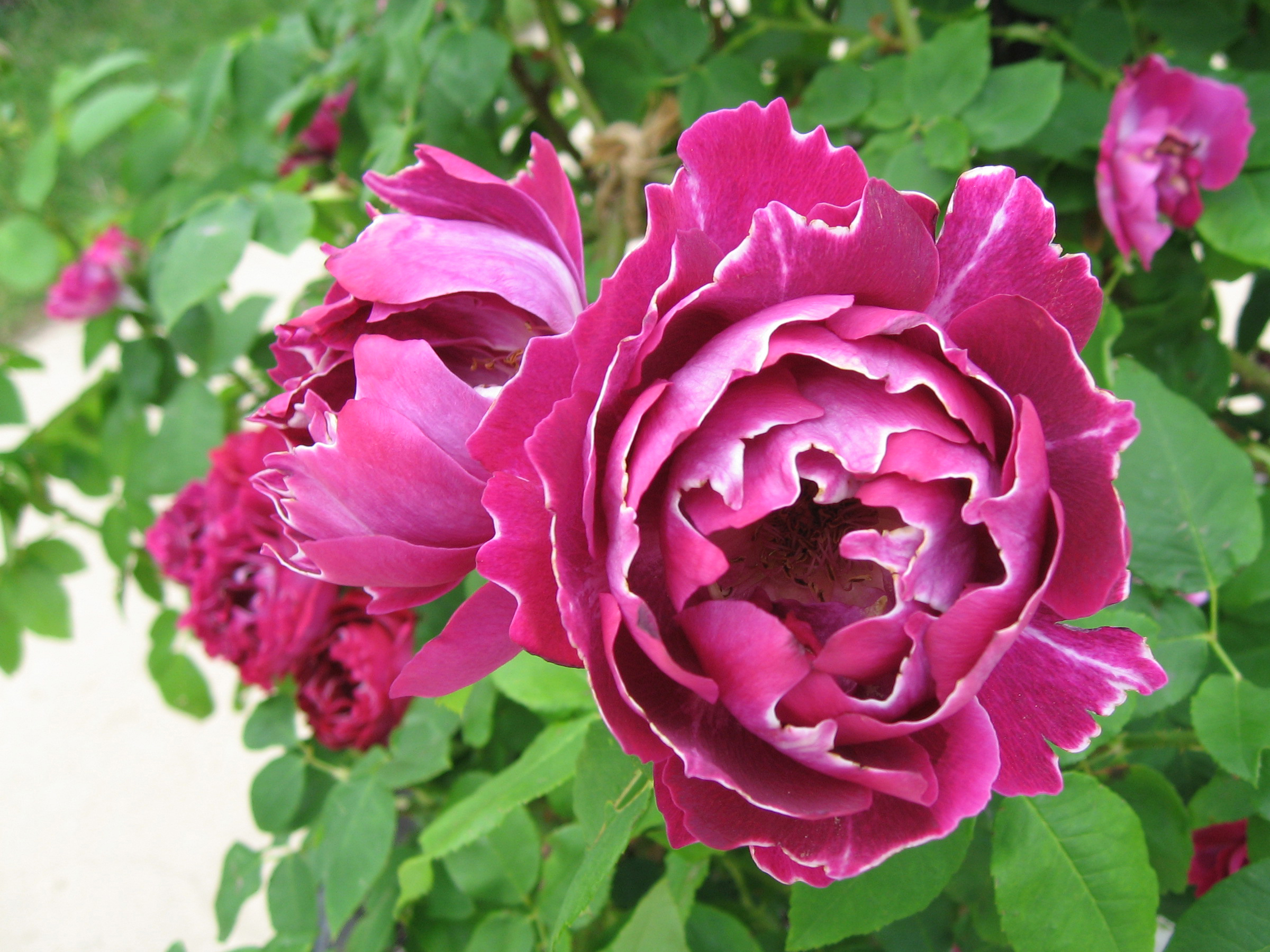
'Baron Girod de l'Ain' (1897).
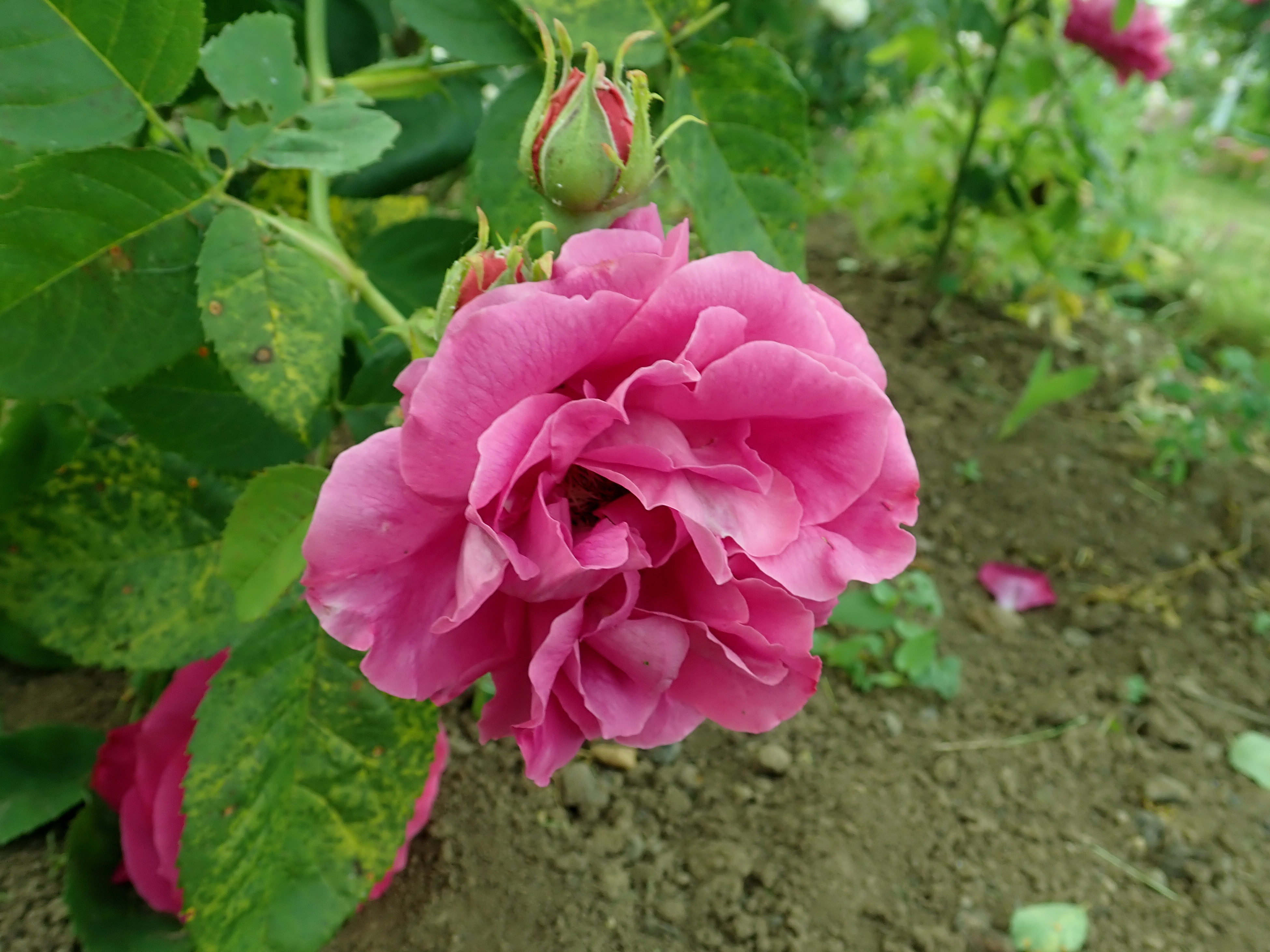
'Beauté de Versailles' (1842).
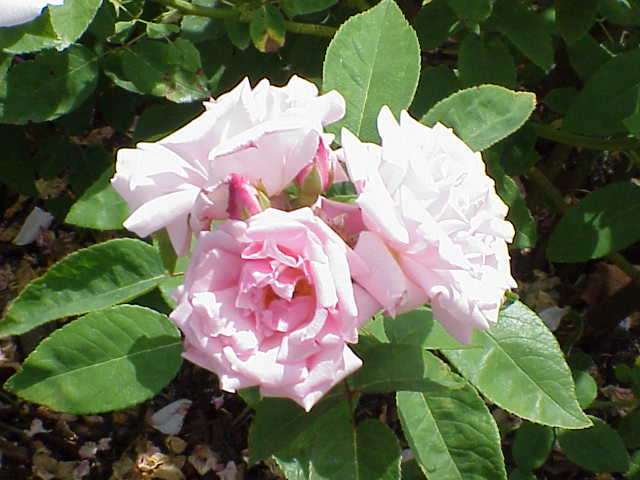
'Kathleen Harrop' (1919).
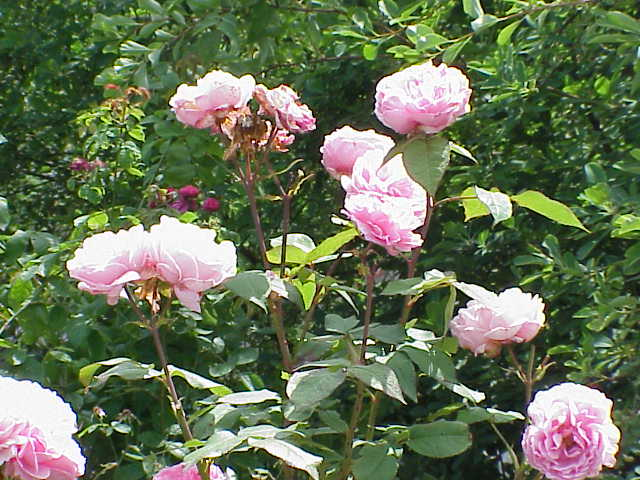
'Madame Ernest Calvat' (1888).
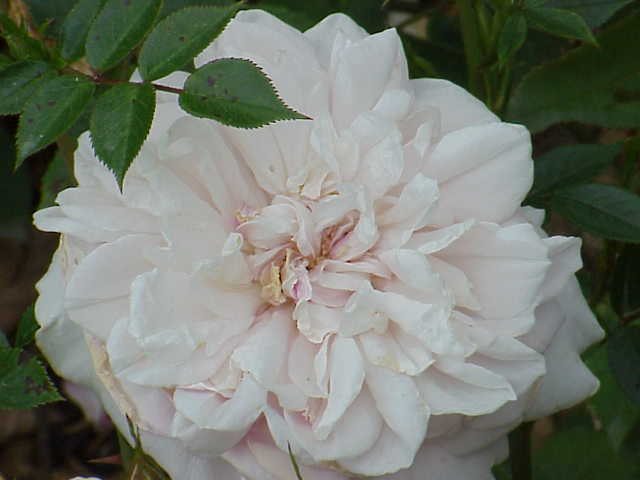
'Souvenir de la Malmaison' (1843).